# Copacabana (film din 2008)

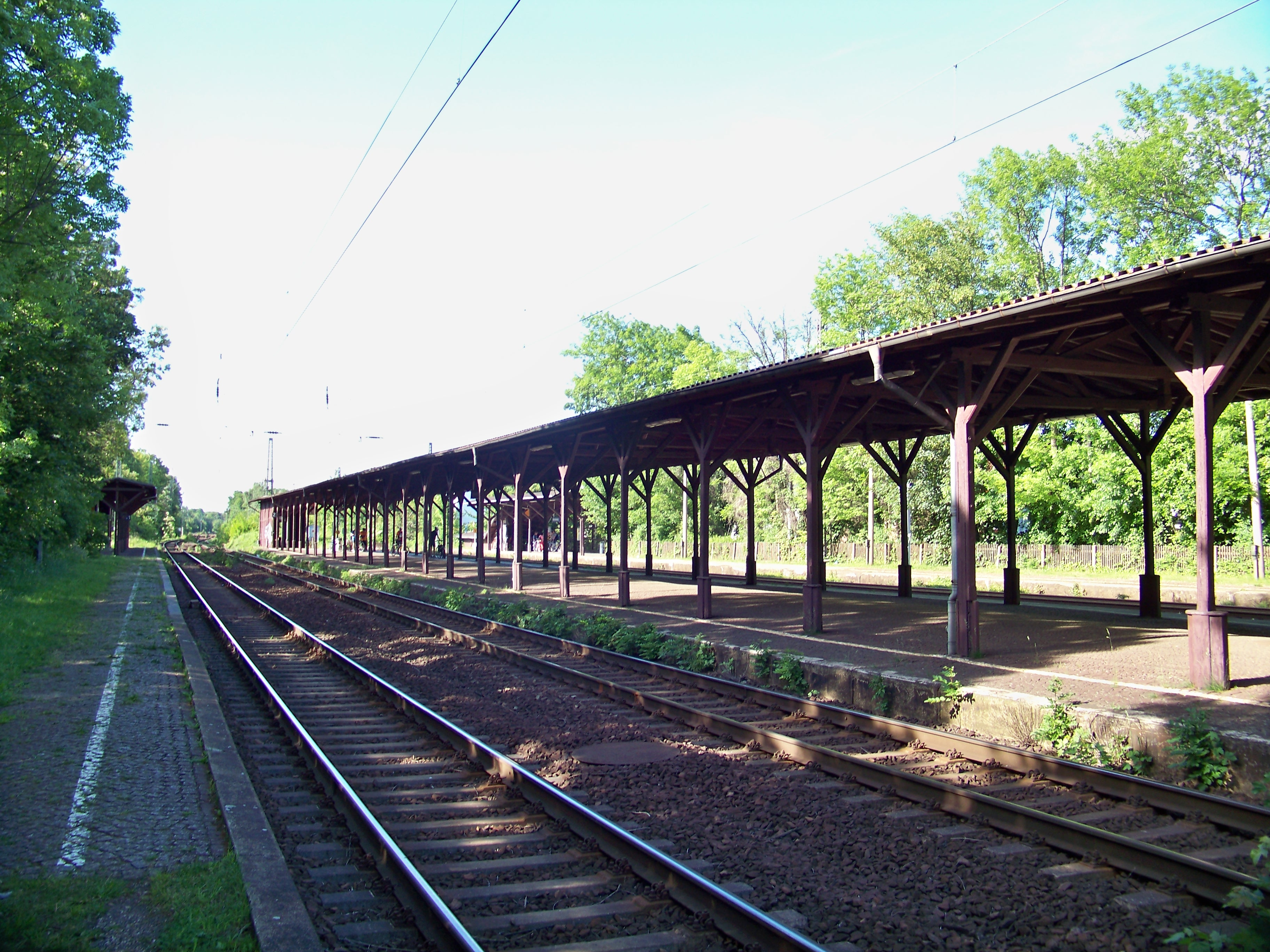
Filming location for the fictive train station Tara.

Copacabana, este un film pentru televiziune, o coproducție germano-austriacă.

## Acțiune
Herbert și Maria sărbătoresc împreună cu copiii și nepoții aniversarea a 35 de ani de căsătorie. Copiii care sunt și ei la rândul lor căsătoriți aduc la petrecere cu ei problemele din căsătoria fiecăruia. Angelika și soțul ei Harald au o criză în căsnicie. Mark, care este de o veșnicie student așteaptă să fie acceptat și respectat de prietena lui Sarah. Pe când Laura, care este cea mai tânără și dornică de aventuri, aduce la întâlnire pe  Jo, noul ei prieten. Herbert și Maria care din cauza căsniciei model, sunt admirați de copii, au și ei tainele lor. Maria are un adorator și plănuiește ca după festivitate să-și părăsească soțul. 
Mama Mariei, Rita care este acum străbunică bănuiește problemele copiilor și caută cu înțelepciunea bătrânilor să rezolve în mod iscusit conflictele. Asfel ea împiedică în mod discret ca Angelika soția lui Harald să aibă o aventură cu Jo, prietenul Laurei.
Prin intermediul ei conflictele vor fi aplanate și căsătoriile salvate. Numele filmului poartă numele cântecului preferat al Ritei, care a fost ultimul dans cu soțul ei răposat.